# Emanuel Scrope, 1.º Conde de Sunderland

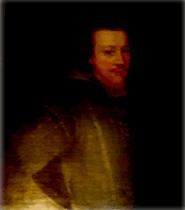
Emanuel Scrope, 1.º Conde de Sunderland

Emanuel Scrope, 1.º Conde de Sunderland, 11.º Barão Scrope de Bolton (1 de agosto de 1584 — 30 de maio de 1630) foi o filho de Thomas Scrope, 10.º Barão Scrope de Bolton e de sua esposa, Philadelphia Carey.
Recebeu em 19 de junho de 1627 o título de Conde de Sunderland. Em 1609, desposou Lady Elizabeth Manners, filha de John Manners, 4.º Conde de Rutland e de Elizabeth Charlton. Eles tiveram uma filha, Annabella Scrope. Ele casou-se com posteriormente com Martha Jeanes, com quem teve uma outra filha, Mary Scrope.